# Monorail Okinawa Toshi
Le monorail Okinawa Toshi (沖縄都市モノレール, Okinawa Toshi Monorēru) est un monorail mis en service le 10 août 2003 à Naha, sur l'île d'Okinawa, au Japon. Il relie l'aéroport de Naha à Tedako-uranishi.

## Historique
En 2012, la construction d'une extension de 4,1 km vers la ville d'Urasoe, comportant quatre stations supplémentaires a été approuvée. La mise en service a eu lieu le 1er octobre 2019.

## Infrastructure

### Caractéristiques
Le réseau a une longueur totale de 17 km. Il comporte une seule ligne et dix-neuf stations.
Les trains sont mus par un courant électrique de 1 500 V CC.

### Stations
| Station No. | Station                               | Station         | Localisation                  | Distance en km | Distance en km | Ville  | Ville |
| Station No. | Nom en anglais                        | Nom en japonais | Localisation                  | Entre stations | Totale         | Ville  | Ville |
| ----------- | ------------------------------------- | --------------- | ----------------------------- | -------------- | -------------- | ------ | ----- |
| 1           | Naha Kūkō (Aéroport de Naha)          | 那覇空港        | 26° 12′ 23″ N, 127° 39′ 08″ E | -              | 0,00           | Naha   |       |
| 2           | Akamine                               | 赤嶺            | 26° 11′ 36″ N, 127° 39′ 38″ E | 1,95           | 1,95           | Naha   |       |
| 3           | Oroku                                 | 小禄            | 26° 11′ 48″ N, 127° 40′ 01″ E | 0,76           | 2,71           | Naha   |       |
| 4           | Ōnoyama-kōen (Parc Ōnoyama)           | 奥武山公園      | 26° 12′ 03″ N, 127° 40′ 31″ E | 0,97           | 3,68           | Naha   |       |
| 5           | Tsubogawa                             | 壺川            | 26° 12′ 21″ N, 127° 40′ 42″ E | 0,84           | 4,52           | Naha   |       |
| 6           | Asahibashi                            | 旭橋            | 26° 12′ 43″ N, 127° 40′ 32″ E | 0,81           | 5,33           | Naha   |       |
| 7           | Kenchō-mae (Préfecture)               | 県庁前          | 26° 12′ 52″ N, 127° 40′ 46″ E | 0,58           | 5,91           | Naha   |       |
| 8           | Miebashi                              | 美栄橋          | 26° 13′ 09″ N, 127° 41′ 04″ E | 0,72           | 6,63           | Naha   |       |
| 9           | Makishi                               | 牧志            | 26° 13′ 02″ N, 127° 41′ 33″ E | 0,98           | 7,61           | Naha   |       |
| 10          | Asato                                 | 安里            | 26° 13′ 01″ N, 127° 41′ 45″ E | 0,59           | 8,2            | Naha   |       |
| 11          | Omoromachi                            | おもろまち      | 26° 13′ 22″ N, 127° 41′ 54″ E | 0,75           | 8,95           | Naha   |       |
| 12          | Furujima                              | 古島            | 26° 13′ 51″ N, 127° 42′ 11″ E | 1,01           | 9,96           | Naha   |       |
| 13          | Shiritsubyōin-mae (Hôpital municipal) | 市立病院前      | 26° 13′ 39″ N, 127° 42′ 36″ E | 0,92           | 10,88          | Naha   |       |
| 14          | Gibo                                  | 儀保            | 26° 13′ 29″ N, 127° 43′ 09″ E | 0,96           | 11,84          | Naha   |       |
| 15          | Shuri (château de Shuri)              | 首里            | 26° 13′ 09″ N, 127° 43′ 32″ E | 1,00           | 12,84          | Naha   |       |
| 16          | Ishimine                              | 石嶺            | 26° 13′ 38″ N, 127° 43′ 45″ E | 0,9            | 13,8           | Naha   |       |
| 17          | Kyōzuka                               | 経塚            | 26° 14′ 11″ N, 127° 43′ 41″ E | 1,2            | 15,0           | Urasoe |       |
| 18          | Urasoe-maeda                          | 浦添前田        | 26° 14′ 39″ N, 127° 43′ 54″ E | 1,0            | 16,0           | Urasoe |       |
| 19          | Tedako-uranishi                       | てだこ浦西      | 26° 14′ 29″ N, 127° 44′ 31″ E | 1,0            | 17,0           | Urasoe |       |